# Tarasivka, Jîtomîr
Tarasivka (în ucraineană Тарасівка) este un sat în comuna Lișciîn din raionul Jîtomîr, regiunea Jîtomîr, Ucraina.

## Demografie
Componența lingvistică a localității Tarasivka
     Ucraineană (97,44%)
     Rusă (1,92%)
Conform recensământului din 2001, majoritatea populației localității Tarasivka era vorbitoare de ucraineană (97,44%), existând în minoritate și vorbitori de rusă (1,92%).